# 松ケ枝 (弘前市)
松ケ枝（まつがえ）は、青森県弘前市の地名。郵便番号は036-8042。

## 地理
青森県道3号弘前岳鰺ケ沢線沿いの町で一丁目から五丁目まである。西から北にかけて俵元、北は堅田、北東は和泉、東は高崎、南は稲田、南西は駅前、西は東和徳町に接する。

## 沿革
- 1985年以降 - 高崎と周囲の町から分離し、成立。

## 世帯数と人口
2017年（平成29年）6月1日現在の世帯数と人口は以下の通りである。
| 丁目         | 世帯数  | 人口  |
| ------------ | ------- | ----- |
| 松ヶ枝一丁目 | 19世帯  | 29人  |
| 松ヶ枝二丁目 | 55世帯  | 109人 |
| 松ヶ枝三丁目 | 46世帯  | 92人  |
| 松ヶ枝四丁目 | 44世帯  | 88人  |
| 松ヶ枝五丁目 | 97世帯  | 195人 |
| 計           | 261世帯 | 513人 |

## 施設

### 教育
- ひかり保育園

### 医療
- 恵徳庵治療院

### 商業
- アクティオ弘前
- ローソン弘前松ケ枝店
- サンクス弘前高崎店
- 共立スピードスプレーヤー販売設備
- 弘前ガス
- 寺田漆器

### 工業
- 朝日サイダー
- 皆川自動車整備
- 佐藤輪業弘前工場
- 斉藤自動車板金工業
- 弘前建材自動車整備工場
- 副士石材石材工場作業所

### 公共
- 弘前郵便局弘前松ヶ枝支局

## 小・中学校の学区
市立小・中学校に通う場合、学区は以下の通りとなる。
| 大字         | 番地 | 小学校             | 中学校           |
| ------------ | ---- | ------------------ | ---------------- |
| 松ケ枝一丁目 | 一部 | 弘前市立和徳小学校 | 弘前市立東中学校 |
| 松ケ枝一丁目 | 一部 | 弘前市立東小学校   | 弘前市立東中学校 |
| 松ケ枝二丁目 | 全域 | 弘前市立和徳小学校 | 弘前市立東中学校 |
| 松ケ枝三丁目 | 全域 | 弘前市立東小学校   | 弘前市立東中学校 |
| 松ケ枝四丁目 | 全域 | 弘前市立和徳小学校 | 弘前市立東中学校 |
| 松ケ枝五丁目 | 全域 | 弘前市立和徳小学校 | 弘前市立東中学校 |

## 交通
- 弘南バス
  - 和徳東口（城東環状100円バス、ミニバス さくら野弘前店 - 城南経由 - 桜ヶ丘団地線）停留所。
    - ミニバス さくら野弘前店 - 城南 - 桜ヶ丘団地線は1.5往復の運行。

  - 和徳東口（弘前バスターミナル - 尾上線、他）停留所。
    - 県道3号沿いに位置。